# Itaituba (geslacht)
Itaituba is een kevergeslacht uit de familie van de boktorren (Cerambycidae). De wetenschappelijke naam van het geslacht werd voor het eerst geldig gepubliceerd in 1950 door Lane.

## Soorten
Itaituba omvat de volgende soorten:
- Itaituba miniacea (Bates, 1866)
- Itaituba pitanga Galileo & Martins, 1991